# Schulthessiella odzaniae
Schulthessiella odzaniae är en insektsart som beskrevs av Marius Descamps 1977. Schulthessiella odzaniae ingår i släktet Schulthessiella och familjen Thericleidae. Inga underarter finns listade i Catalogue of Life.